# Mellicta melanina
Mellicta melanina är en fjärilsart som beskrevs av Herrich-Schäffer 1847/50. Mellicta melanina ingår i släktet Mellicta och familjen praktfjärilar. Inga underarter finns listade i Catalogue of Life.